# Fiskhusbergets naturreservat
Fiskhusbergets naturreservat är ett naturreservat i Åre kommun och i Krokoms kommun genom en exklav. Naturreservatet är på 726 hektar och bildades 2007. Reservatet har stor variation och artrikedom med 25 rödlistade mossor och svampar. Bland annat återfinns nordisk klipptuss, snedbladsmossa och sprickporing. I reservatet finns även ytterligare ett 90-tal arter som är intressanta ur naturvårdssynpunkt.